# عبد الصمد عمرو (عزبة)
عزبة عبد الصمد عمرو، عزبة تابعة لقرية العجوزين، التابعة لمركز دسوق، التابع لمحافظة كفر الشيخ في جمهورية مصر العربية.